# あんぽ柿
あんぽ柿（あんぽがき）は、渋柿を硫黄で燻蒸した干し柿である。ドライフルーツの一種。

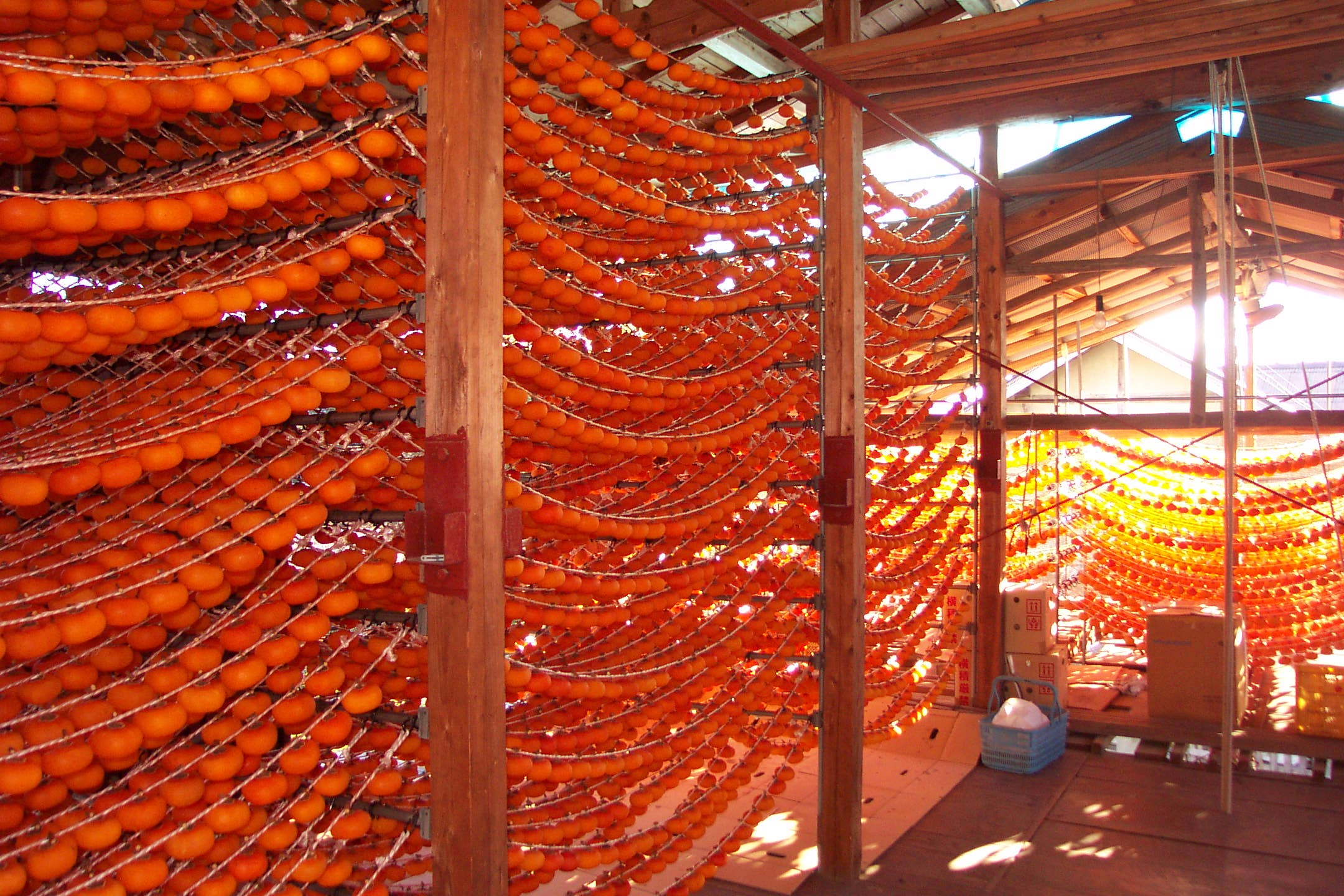
柿を干すための施設「柿ばせ」の内部

## 生産
福島県伊達市梁川町五十沢（いさざわ：旧伊達郡五十沢村）で大正年間に開発された。
渋柿を硫黄で燻蒸して乾燥させる独特の製法で作られる。単に干しただけの干し柿は、乾燥して黒く堅くなり、さらに時間が経過すると糖分の粉を白く吹く（ころ柿など）。これに対してあんぽ柿は、完全に乾燥させず、半分生のようなジューシーな感触で、羊羹のように柔らかいのが特徴。ただこの状態では普通の干し柿とは異なり長期保存ができないので、硫黄で燻蒸して保存が効くようにした。硫黄は乾燥中に揮発するため毒性はない。カリウム、ビタミンなどの栄養素を豊富に含んでいる。
原料には主に、蜂屋柿（はちやがき）や平核無（ひらたねなし）などの渋柿を使用する。蜂屋柿は大粒で柔らかく、平核無は小粒で甘みが強いのが特徴である。
発祥の地である福島県伊達市、伊達郡近隣のあんぽ柿は、総合農協であるふくしま未来農業協同組合（JAふくしま未来）と、専門農協である伊達果実農業協同組合（略称「だてか」）によって、主に出荷されている。ただし、近年のインターネットの普及により、インターネットを使って消費者への直接販売を行う農家や零細組合も急増している。
JA全農福島が扱ったあんぽ柿は、2010年度で1231トン。福島第一原子力発電所事故直後の2011年度は、県庁による自粛要請で18トンに激減したが、2018年度は930トンまで回復。途絶えていた輸出も、2020年1月から試験的に再開された。
11月～2月があんぽ柿の生産、出荷の最盛期となるため、あんぽ柿を生産する農家では降雪する冬期であっても農閑期とはならない。あんぽ柿のおかげで、東北地方の他の地方の農村と比べると、生産地の伊達市・伊達郡などでは冬期に都会に出て土木業などに携わる出稼ぎ労働者が少ない。また、長期保存が可能なため、一般の野菜や果樹などの農産物に比べると値崩れしにくく、農家としては貴重な安定収入となっている。

## 食べ方
- 柔らかく、そのまま食べる。ただし、種がある。
- 乾燥した涼しい風通しの良い場所につるしたり、冷蔵庫で保存すれば3ヶ月～半年以上保存できるが、長期にわたって保存した場合には、次第に乾燥が進み、ころ柿のようにだんだん堅くなる。時間が経過して堅く乾燥したあんぽ柿はスライスしてサラダや一夜漬けに混ぜたり、細かく刻んでヨーグルトに和えたり、様々な食べ方が可能。柔らかい状態で長期保存するには冷凍保存する。保存温度は15度以下が望ましい。
- 菓子や漬け物を作る際、甘みをとるために砂糖に加えて練り込むと、自然な甘さの良い香りで仕上がる。

## 歴史

### 開発と普及
宝暦年間（1751年～1763年）、五十沢（いさざわ）の七右衛門がどこからか蜂屋柿を五十沢に持ち込んだのが、五十沢の柿栽培の始まりと伝えられている。そのため、江戸時代の五十沢では蜂屋柿を「七右衛門柿」と呼んだ。蜂屋柿の皮を剥いて連（れん：柿を干すための縄）に下げて天日で乾燥した干し柿を、江戸時代には天干し柿（あまぼしがき）と呼んでいたため、これが「あんぽ柿」という名称の由来と推察されている。当初は一般的な干し柿と同じように黒ずんだ色で、これは現在のあんぽ柿と区別して「黒あんぽ」と呼ぶ。 なお、五十沢は柿の栽培と干し柿作りに特に適した気候で、五十沢で栽培すると他の地方よりも遙かに甘みが増すことが大正末期の品評会の記録に残る。福島盆地の北端の南斜面に位置するために日照量が多い、内陸性盆地型気候で寒暖差が激しい、西日本のように台風の被害を受けることが少ない、土質などの複合要因が、五十沢が柿栽培に適している原因と考えられる。
大正年間の中頃、五十沢村の隣村である大枝村出身の佐藤福蔵が米国カリフォルニア州に行ったときに、干しぶどうの乾燥に硫黄燻蒸を行っていることを知り 、これを兄の佐藤京蔵に伝えた。京蔵は干しぶどうの硫黄燻蒸をあんぽ柿に応用すべく研究を進めたが完成せず、その後、五十沢の鈴木清吉、曳地長平、岡崎幸三郎、飯沼庄三郎、曳地宗三郎、佐藤太郎右衛門、宍戸与惣次、岡崎文太郎、岡崎広七、小野良蔵らが中心となって黒あんぽの改良研究を進め、試行錯誤の末に1922年（大正11年）に現在の硫黄燻蒸あんぽ柿の原型が完成した。翌1923年（大正12年）11月3日にあんぽ柿出荷組合を創立し、あんぽ柿の出荷を始めた。
1929年（昭和4年）に五十沢小学校農業教師として赴任した佐藤昌一（まさいち）の指導もあり、五十沢全域に広がった。あんぽ柿出荷組合は当初五十沢農協に引き継がれたが、その後の農協合併によって、梁川農協、伊達みらい農協へと引き継がれたため、その過程で「五十沢のあんぽ柿」という登録商標は失われた。
昭和40年代に五十沢が全国の農業団体の視察を受け入れたため製法が全国に伝わり、現在では全国各地の主に山間部で作られている。
2018年5月25日に「伊達のあんぽ柿」が地域団体商標に登録された。2023年1月31日に地理的表示（GI）保護制度に基づく保護対象にも登録された。

### 背景
あんぽ柿誕生の背景には、日本の生糸市場の衰退がある。幕末から明治期の福島盆地一帯（特に現在の伊達市、福島市飯野地区と川俣町となる東域）は全国有数の養蚕地帯であった。五十沢の農家も養蚕で潤い、小規模ながら製糸工場などの施設もあった。しかし、生糸相場の変動の幅の大きさが問題であった。相場の変動によって、大もうけすることもあれば、破産する農家もあったのである。さらに、大正期に入って生糸市場の斜陽化の兆しが見え始めた。そこで、五十沢の有力者たちは養蚕に代わる新しい農産物の模索を始め、その結果、あんぽ柿が誕生した。後にリンゴや桃の栽培にも力を入れて、現在の果樹中心の農業の基礎を打ち立てた。